# Li Chevalier
Li Chevalier (cinese semplificato: 诗蓝; pinyin: Shī Lán; Pechino, 30 marzo 1961) è un'artista, pittrice e scultrice cinese con cittadinanza francese dal 1986.
I suoi lavori sono al crocevia tra l'Europa e l'Asia. Li Chevalier è membro della fondazione Taylor e della Société des Auteurs dans les Arts Graphiques et Plastiques (ADAGP). 
Dal 2010 il Museo di arte contemporanea di Roma (MACRO Roma), il Museo nazionale di belle arti della Cina, il Today Art Museum di Pechino e il Museo di Belle Arti di Shanghai hanno ospitato alcune sue esposizioni monografiche. Le sue opere fanno ormai parte della collezione permanente del Museo nazionale delle belle arti della Cina e dell'Opera nazionale della Cina. Dal 2011, due delle maggiori opere dell'artista sono affisse all'interno dell'ambasciata di Francia in Cina, a fianco delle tele di Zao Wuoki et Chu Teh Chun. Nel 2014, La SNBA, société nationale de Beaux Arts (Società nazionale delle Belle Arti in Francia), ha attribuito a Li Chevalier la medaglia d'oro e l'ADAGP il Gran Premio di scultura.
Li Chevalier è nota soprattutto per la sua pittura sperimentale nata dalla fusione tra i mezzi occidentali e gli elementi dell'arte tradizionale cinese. È anche tra gli artisti che si servono di diversi tipi di media per le sue installazioni e la sua concezione di scenografia.

## Biografia
Li Chevalier si stabilisce in Francia negli anni '80. Dopo gli studi superiori all'Istituto di studi politici di Parigi (1986-1990), comincia la specializzazione in filosofia politica all'Università la Sorbona di Parigi, ottenendo nel 1990 un diploma di specializzazione in filosofia politica sotto la guida di Louis Sala-Molins e di Robert Misrahi. Questa deviazione attraverso lo studio della politica e della filosofia è quasi inevitabile, visto l'impatto drammatico della rivoluzione culturale sull'artista e su tutta la sua generazione.
Li Chevalier riceve la sua formazione artistica negli anni '90, soprattutto grazie a diversi periodi di studio trascorsi in Italia, anche presso l'Istituto per l'Arte e il Restauro di Firenze. In Francia partecipa a diverse masterclass dei pittori francesi Thibaut de Reimpré e Pierre-Henry. Nel 2003, viene ammessa alla Società nazionale di belle arti (SNBA) francesi. Li Chevalier è tra gli artisti che rappresentano la SNBA in uno dei maggiori eventi d'arte in Francia "Art en Capital", esposizione annuale del Grand Palais di Parigi.
Nel 2003, Li Chevalier parte per Londra per perfezionarsi all'Atelier Dali del Central Saint Martin College of Art and Design, e, nel 2007, ottiene il diploma di specializzazione in Belle Arti sotto la guida di Stephen Williams. Lo stesso anno vince il concorso per partecipare all'esposizione estiva della Royal Academy of Arts di Londra e si classifica tra i finalisti del Celeste Art Prize, concorso indetto dall'Università Goldsmith di Londra. È Micheal Bichard, reclutatore dell'Università delle Arti di Londra, a scoprire i lavori di Li Chevalier e a diventare uno dei primi collezionisti londinesi.
Nel 2008, Li Chevalier torna in Cina. Il celebre teorico di arte cinese Peng feng, vice direttore del Centro di ricerca estetica dell'università di Pechino e direttore del padiglione cinese alla 54ª edizione della Biennale di Venezia sollecita l'integrazione dell'artista nella delegazione cinese per la Biennale, ma invano, a causa della cittadinanza francese di quest'ultima.

## Esposizioni principali

### Esposizioni monografiche

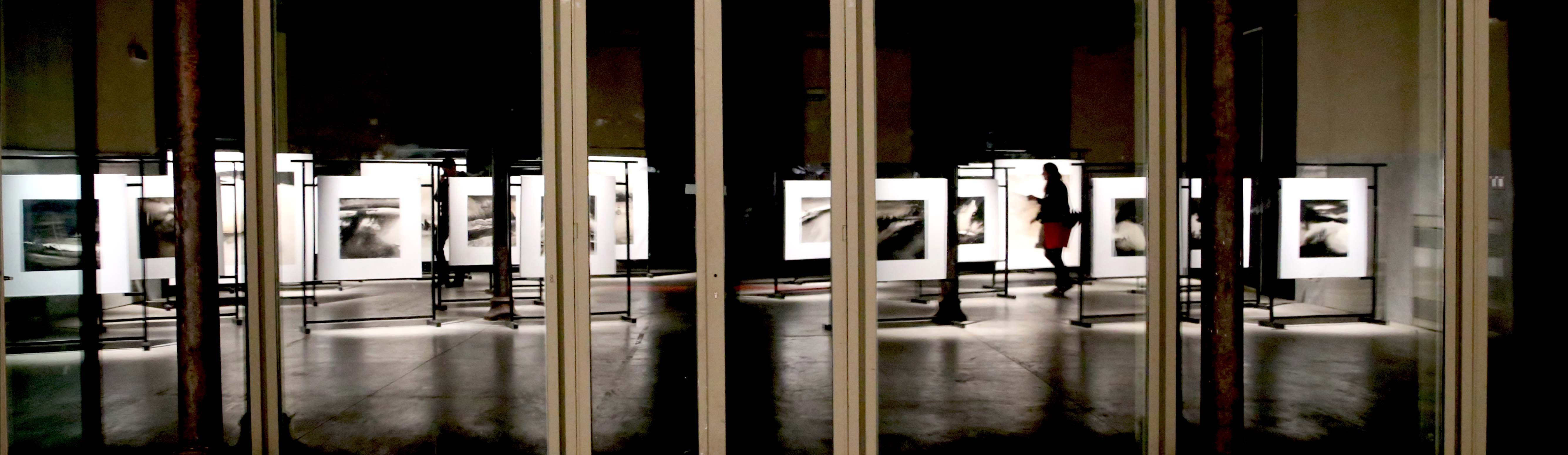
Monografia, Museo di arte contemporanea di Roma (MACRO)

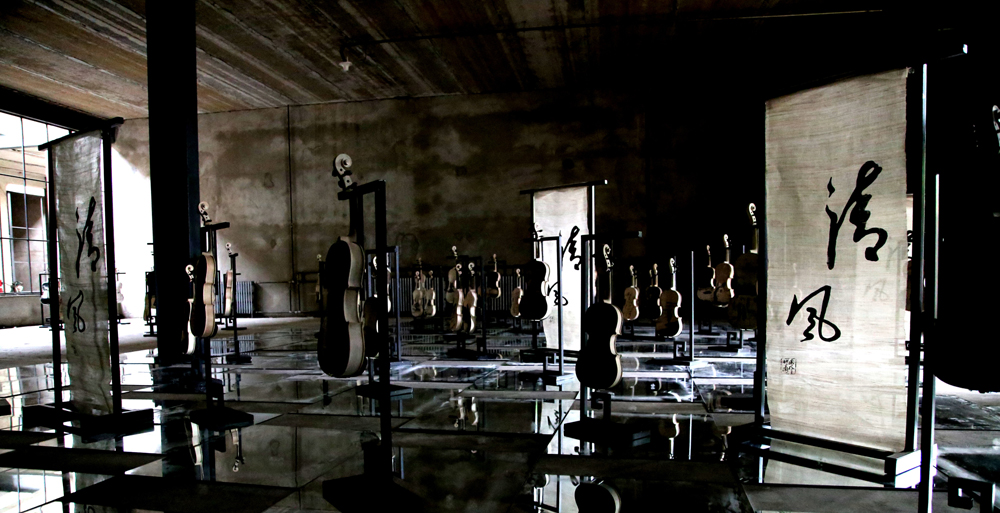
Cantabile per archi,
Installazione, Centro nazionale delle arti e dello spettacolo della Cina - 2013

L'ultima esposizione monografica dell'artista si è tenuta al Museo di Arte Contemporanea di Roma nel 2017.
Nel dicembre 2004, la Virginia Commonwealth University School of the Arts consacra a Li Chevalier l'esposizione monografica Silence voile (Silenzio velato), dandole così l'occasione di presentare per la prima volta la sua collezione di dipinti sperimentali a inchiostro, diventati oggi tratto caratteristico dell'artista. Un'altra esposizione monografica dell'artista si è tenuta alla Byam Shaw school of art del Central Saint Martins College of Art di Londra nel 2006.
A partire dal 2010, sono state presentate tre esposizioni retrospettive di Li Chevalier presso il Museo dell'arte nazionale della Cina a Pechino (dicembre 2010), il Today Art Museum di Pechino (maggio 2010) e il Museo delle belle arti della Cina (Mei Shu Guan) di Shanghai (settembre 2011). Dal 2010, le sue opere fanno parte della collezione permanente del Museo nazionale di belle arti della Cina.
Nel 2014, con il patrocinio del sindaco di Bordeaux Alain Juppé e del comitato del Ministero degli Affari Esteri per i festeggiamenti del cinquantesimo anniversario dei rapporti diplomatici tra la Francia e la Cina, la BETASOM (Bordeaux Sommergibile) ha presentato L'Art du Croisement, una monografia di Li Chevalier. Le opere dell'artista sono quindi entrate a far parte della collezione permanente dell'Istituto culturale Bernard Magrez.

### Esposizioni collettive
Nel 2007, Li Chevalier vince il concorso che le permette di esporre alla Royal Academy of Arts di Londra. Le sue opere sono apparse anche in diverse fiere internazionali d'arte come la Fiera internazionale d'arte di Londra (2007), la Fiera internazionale d'arte di Glasgow (2008), la Fiera internazionale d'arte del Nord (2008), la Fiera internazionale d'arte di Shanghai (2008), la Fiera internazionale di Pechino (2011) e la Galleria Nazionale Al Bida di Doha in Qatar (2003). Nel 2007 e nel 2011, fa parte degli artisti che rappresentano la SNBA nell'ambito dell'esposizione "Art en Capital" al Grand Palais di Parigi.
Altre esposizioni degne di nota sono l'Esposizione internazionale della scultura e l'installazione Open a Venezia, l'esposizione Art pour la Paix (Arte per la pace) presso la sede dell'Unesco a Parigi e alcune esposizioni al Museo d'arte di Wuahn in Cina (2010), al Museo Gin Zhi Gan di Pechino (2010), al Museo d'arte di Huantie (2009), al Museo d'arte di Shangshang di Pechino (2010), alla Galleria d'arte della Columbia University (USA), al Centro culturale coreano di Pechino (2010), alla New Age Gallery, Distretto artistico 798 di Pechino, Galleria Astley (Uttersberg, Svezia) e al Accademia di belle arti di San Pietroburgo (2015).
A Parigi, il Salone della SNBA ha dedicato uno spazio speciale all'interno del Carrousel du Louvre all'installazione Les stèles de lumière, hommage à Victor Segalen (Stele di luce, omaggio a Victor Segalen) di Li Chevalier.
Nell'ottobre del 2015, espone le sue opere nella mostra Vide et Plein, organizzata dallo Studio Maison bleu. Gérard Xuriguera, critico della mostra, parla delle opere di Li Chevalier dicendo che "c'è una sorta di melanconia, una distanza ingannevole, ma soprattutto una vera maestria. Le immagini gravi e segrete si iscrivono nell'evocazione della natura, una natura quintessenziale che però non appartiene al suo autore. Li Chevalier non ha ceduto alla tentazione di creare un ponte tra l'oriente e l'occidente, ma ha creato un nuovo mondo, il suo."

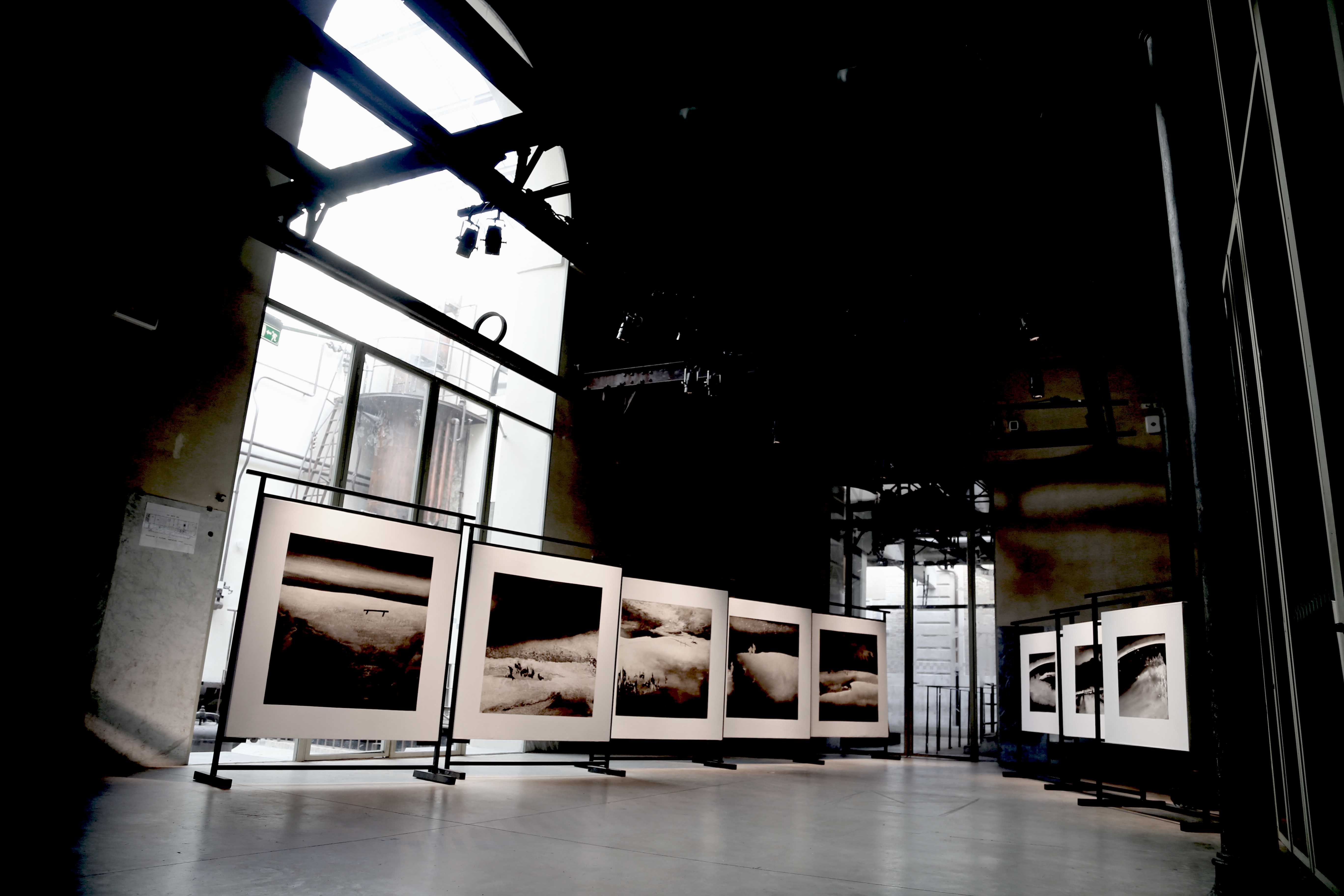
Monografia di Li Chevalier
Museo di arte contemporanea di Roma - 2017

## Stile artistico

### Encre et Entre

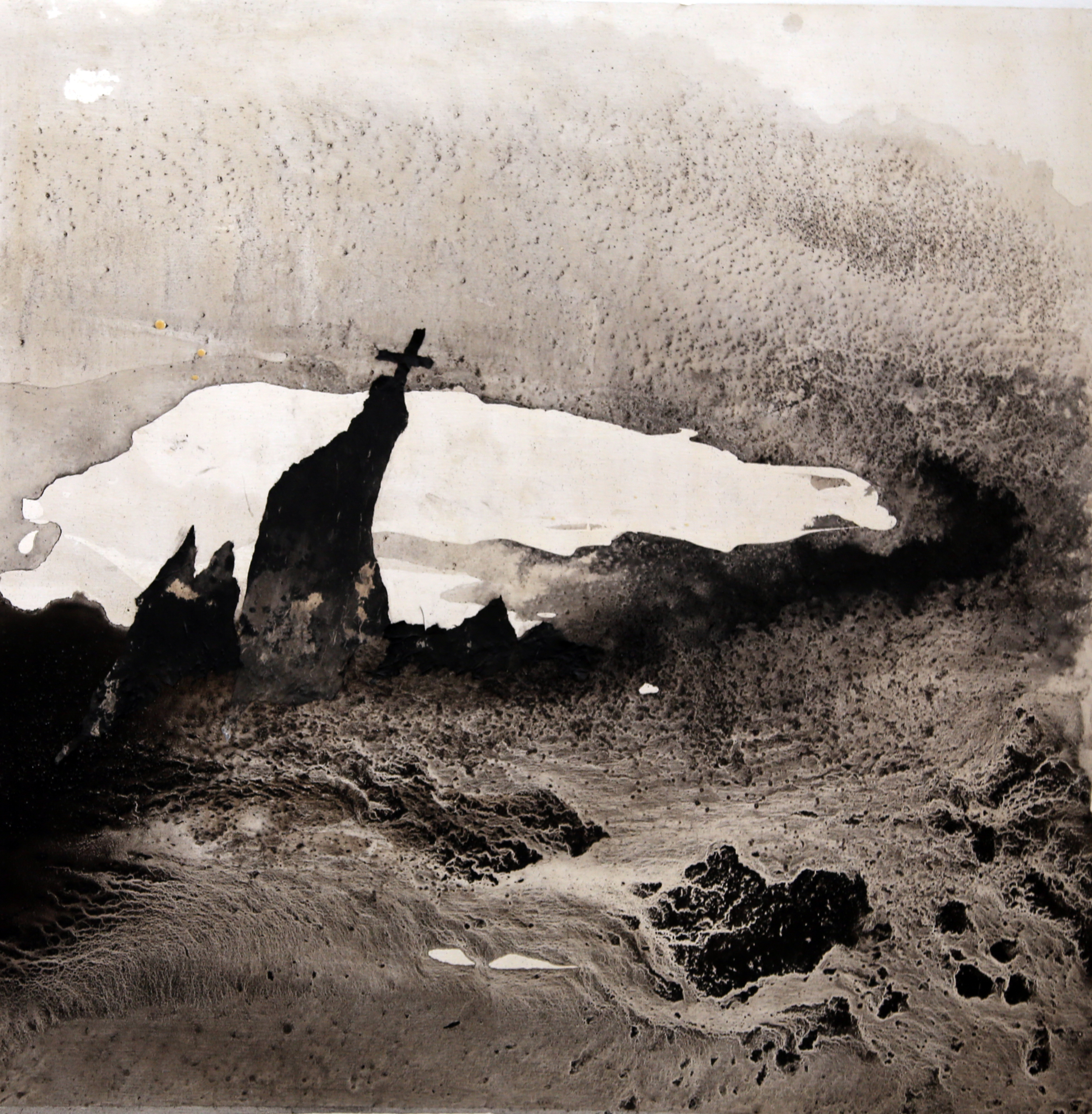

In un clima di intensa globalizzazione culturale, la scena artistica cinese è in declino verso due tendenze diametralmente opposte: una tiene una linea di difesa identitaria più dura, mentre l'altra si dirige verso un linguaggio artistico che proviene dall'occidente, come la pop art americana e il realismo o surrealismo di stampo europeo. Grazie ai trent'anni passati tra l'Asia e l'Europa, Li Chevalier si unisce a una terza corrente. Avendo ricevuto una formazione basata su due poli occidentali (in Italia, dove persiste il classicismo e al Central Saint Martin di Londra, noto per soprattutto per l'avanguardismo), Li Chevalier si avventura su un terreno ibrido, dove i linguaggi si incontrano.
Il sinologo francese, François Jullien, le dedica un articolo per parlare più approfonditamente dell'artista. "L'inchiostro è un linguaggio artistico appartenente all'oriente millenario a cui si unisce un viaggio di andata e ritorno tra due rive, Oriente e Occidente, un dialogo temporale che lega passato e presente. Li Chevalier sfrutta la fluidità dell'inchiostro - rispetto alla "pastosità" della pittura a olio - e l'ambiguità delle forme di un linguaggio semi-astratto. Cerca di rinforzare il lirismo dell'inchiostro cinese attraverso un'evoluzione del supporto e un'aggiunta di materiale: lavora su tela, aggiungendo pigmenti, scaglie di minerali, sabbia, carta e utilizzando persino segni calligrafici. Li Chevalier ha anche sperimentato con diversi formati, dal minuscolo al monumentale, dal rettangolare al quadrato. Infine, il suo modo di approcciare la scenografia consente ai suoi quadri di evadere dallo spazio dell'esposizione, confinante per una vera installazione".
Sul piano simbolico, secondo Li Chevalier, discepola della scuola della pittura cinese tradizionale, i paesaggi sono un pretesto per esprimere il suo "stupore filosofico". Senza mostrare devozione verso una religione in particolare, l'artista dipinge le Torii, porte all'ingresso dei templi che distinguono il mondo materiale da quello della meditazione: una panchina solitaria addossata al vuoto o persa su un'isola in mezzo all'oceano, una croce incurvata dal vento. I titoli delle opere sottolineano questo simbolismo: Vide de l'autre (Il vuoto dell'altro); Solitude qui habite l'homme (La solitudine che abita l'uomo); Au-delà de l'horizon (Oltre l'orizzonte) e Symphonie du destin (Sinfonia del destino). Quest'ultima troneggia dal 2011 nella sala dei ricevimenti dell'ambasciata francese in Cina, in cui viene rappresentato un paesaggio elusivo con delle sagome quasi risucchiate dall'orizzonte, la linea con l'aldilà. La presenza di forme derivanti dai menhir bretoni o corsi affascina proprio come era stato affascinato Victor Segalen alla vista degli steli, pietre scolpite che costellano la Terra, ergendosi sull'orizzonte come punti riferimento e trasmettendo il flusso del tempo.

### Bellezza e ideale umanistico

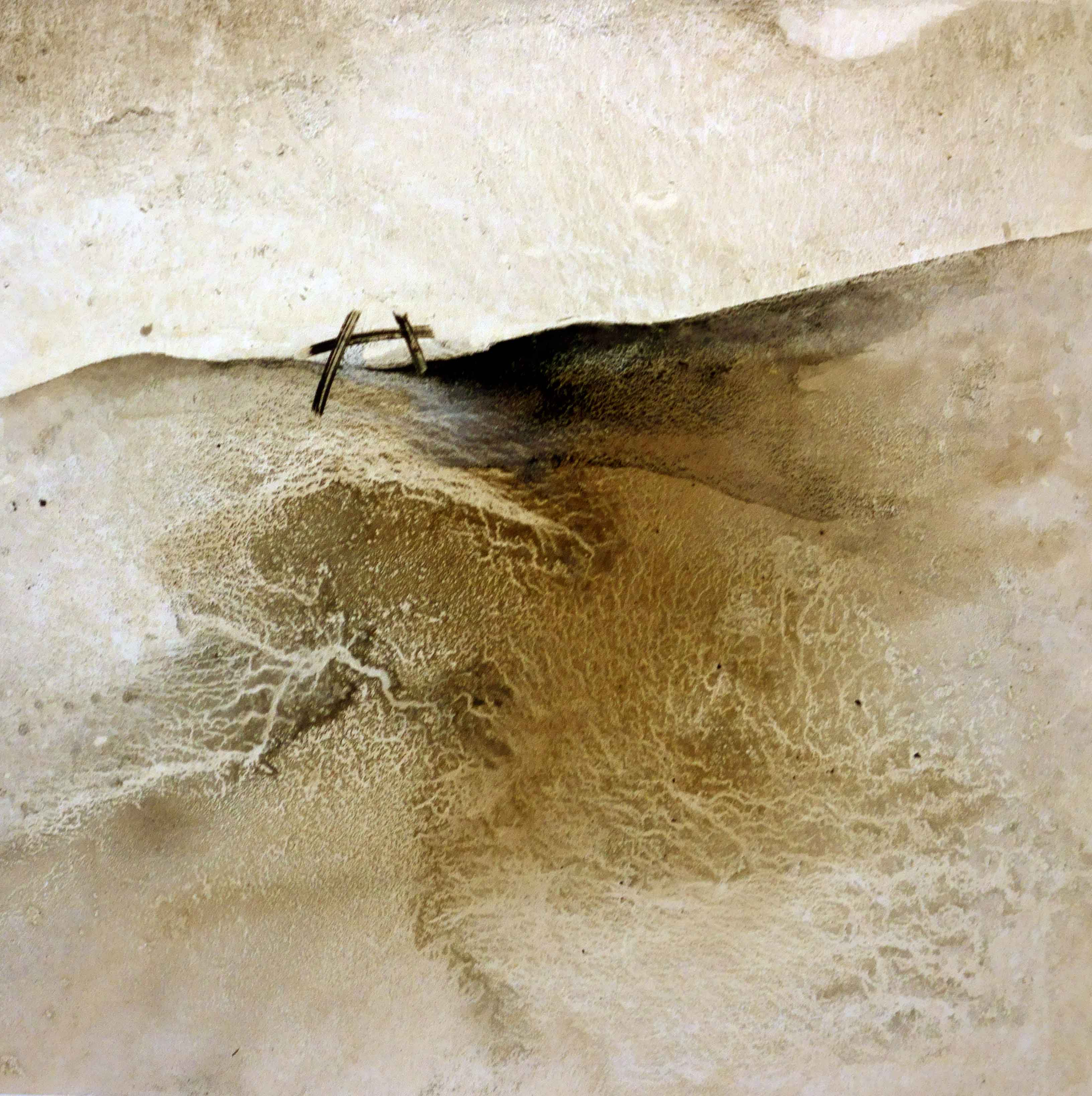
L'origine du monde (L'origine del mondo); 150/150 cm; Tecniche miste su tela. Museo di arte contemporanea di Roma

L'infanzia di Li Chevalier è toccata dalla follia umana della rivoluzione culturale dove l'assalto nei confronti della bellezza va oltre l'arte e inonda ogni angolo della sfera privata cinese. Nel 1990, Li Chevalier redige la sua tesi di dottorato in filosofia politica su L'homme écran - l'incontournable morale politique all'istituto di studi filosofici della Sorbona. Nel 2007, consegna la sua tesi di dottorato in Belle Arti su L'art et la beauté al Central Saint Martin College of Art and Design di Londra, istituzione nota per il suo avanguardismo, dove la trasgressione estetica è la corrente dominante. A la recherche de la beauté perdue (Alla ricerca della bellezza perduta) è il titolo di una delle due tele che Li Chevalier presenta alla fine dei suoi studi. Durante alcune delle sue conferenze tenutesi all'Istituto culturale Bernard Magrez a marzo 2015, all'Istituto di studi politici di Parigi e Istituto di studi politici di Le Havre a marzo 2016, Li Chevalier si mostra fermamente convinta che i sentimenti più forti nascano dal prisma dell'emozione estetica delle opere. Inoltre, l'emozione estetica non si realizza senza un profondo attaccamento alla vita.
L'artista racconta instancabilmente il paesaggio di Cing méditations di François Cheng che, secondo la sua opinione, è la sintesi della bellezza e dell'ideale umanista che la ispirano e il cui rifiuto dell'ambiente circostante l'ha segnata profondamente.
"Possiamo immaginare un universo assolutamente verosimile, che non contenga minimamente il concetto di bellezza. Si tratterà di ordini imposti da robot e non dalla vita. Infatti, i campi di concentramento nel XX secolo ce ne hanno dato un'immagine orribile."
Nel 2014, Li Chevalier si unisce al critico d'arte cinese Peng Feng, a Pan Gaong Kai, direttore dell'Accademia centrale di belle arti della Cina, a Luc Ferry, filosofo francese, per una conferenza-dialogo in Cina sulla Naissance de l'esthétique moderne et la question du critère du beau.

### Installazioni scenografiche
Le mostre e le installazioni di Li Chevalier si contraddistinguono grazie al loro concetto scenografico e alla composizione spaziale specifica che incorpora una dimensione teatrale. Viene data particolare importanza all'uso della luce, dell'ambiente e del suono, ma anche alla partecipazione dei visitatori all'evento. Tutto ciò contribuisce a un'esperienza sensoriale che unisce gli spettatori alle opere.

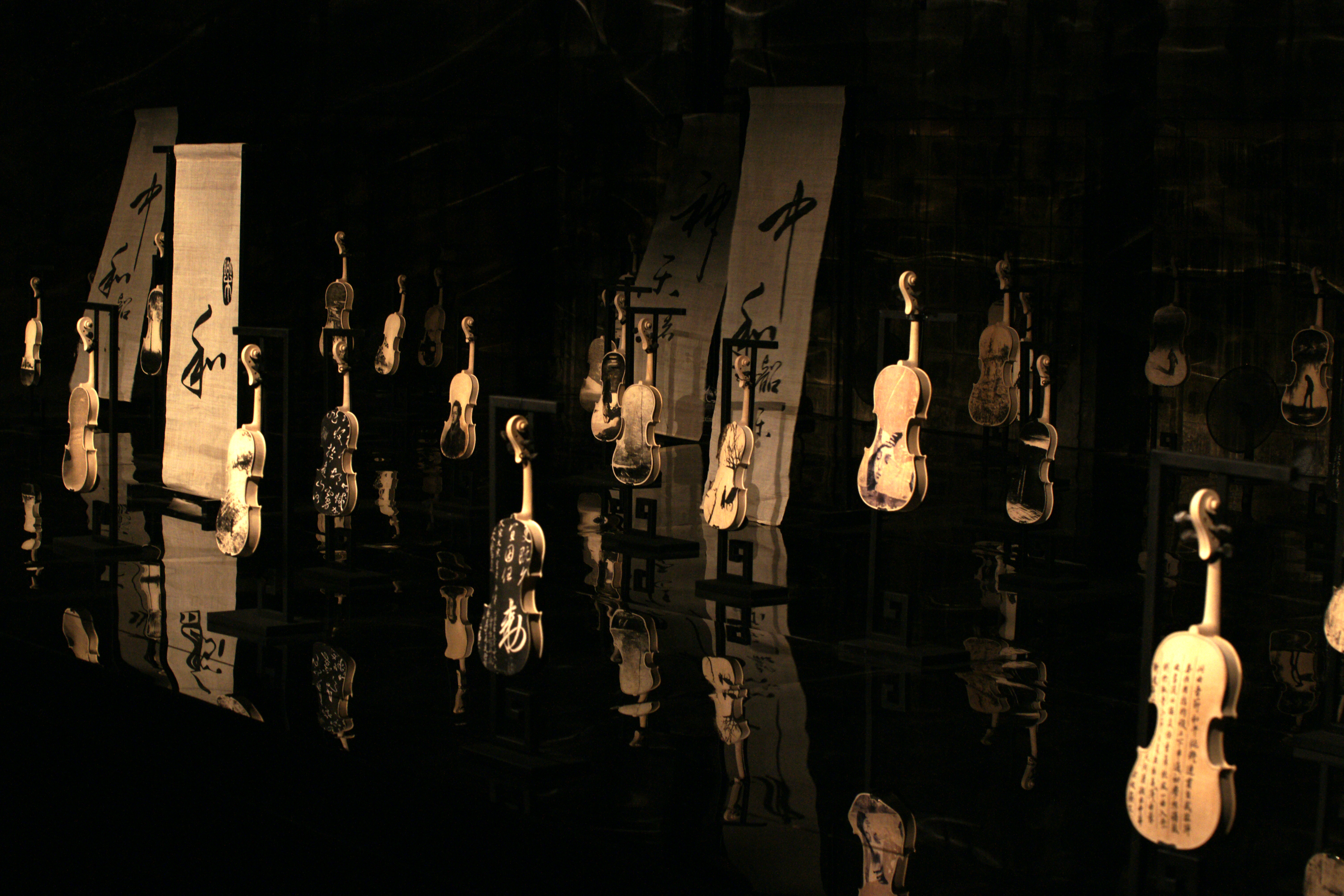
Cantabile per archi
Installazione, BETASOM (Bordeaux Sommergibile) - 2014

### Cantabile per archi
Cantabile per archi è un'installazione monumentale formata da una "foresta" di strumenti a corda. I violini, le viole e i violoncelli, "made in China" e allo stato grezzo, sono stati decorati con pennellate d'inchiostro e segni calligrafici. L'installazione è stata concepita in seguito a un'opera sinfonica del compositore lettone Pēteris Vasks, Cantabile per archi, che evoca a Li Chevalier la visione di una "foresta di archi" nella natura, con strazianti urla di disperazione, vettori di una tragica dicotomia tra l'ideale umanista del compositore e la realtà devastante dei drammi storici che hanno colpito il suo popolo. Li Chevalier crea una risonanza, delle ombre nate dalle tribolazioni subite dai due Paesi, così lontani, ma uniti da un destino stranamente simile. Una sorta di legame tra due sentimenti, tra due forme d'arte.
Questa installazione è stata creata il 3 luglio 2013 per il Croisement (Incrocio), all'Opera nazionale della Cina, luogo simbolico, opera dell'architetto francese Paul Andreu. Questo è stato un preludio del primo concerto in Cina di Philippe Jordan, direttore dell'Opéra national de Paris. Li Chevalier si appropria dell'Opera di Pechino con la sua foresta formata da centinaia di strumenti a corda, violini, viole, violoncelli, in tutte le forme, allo stato grezzo o rifiniti, decorati con inchiostro o con segni di calligrafia, collegando, così, arte e musica, grazie alla sua Symphonie visuelle (Sinfonia visiva). Fréderic Laroque, eccellente solista dell'Opéra de Paris, improvvisa in mezzo all'installazione prima di eseguire un concerto per violino, accompagnato dall'Orchestra sinfonica nazionale della Cina, diretta da Philippe Jordan.
Questa installazione è stata presentata anche in occasione delle celebrazioni per il cinquantesimo anniversario delle relazioni tra Francia e Cina alla BETASOM (Bordeaux Sommergibile), accompagnata da un concerto del Quartetto d'archi dell'Opéra de Paris. È stata anche ricreata nel 2017, al Museo di Arte Contemporanea di Roma (MACRO) sotto forma di installazione multimediale con l'aggiunta di una sincronia di suoni e luci, accompagnate da una proiezione video.

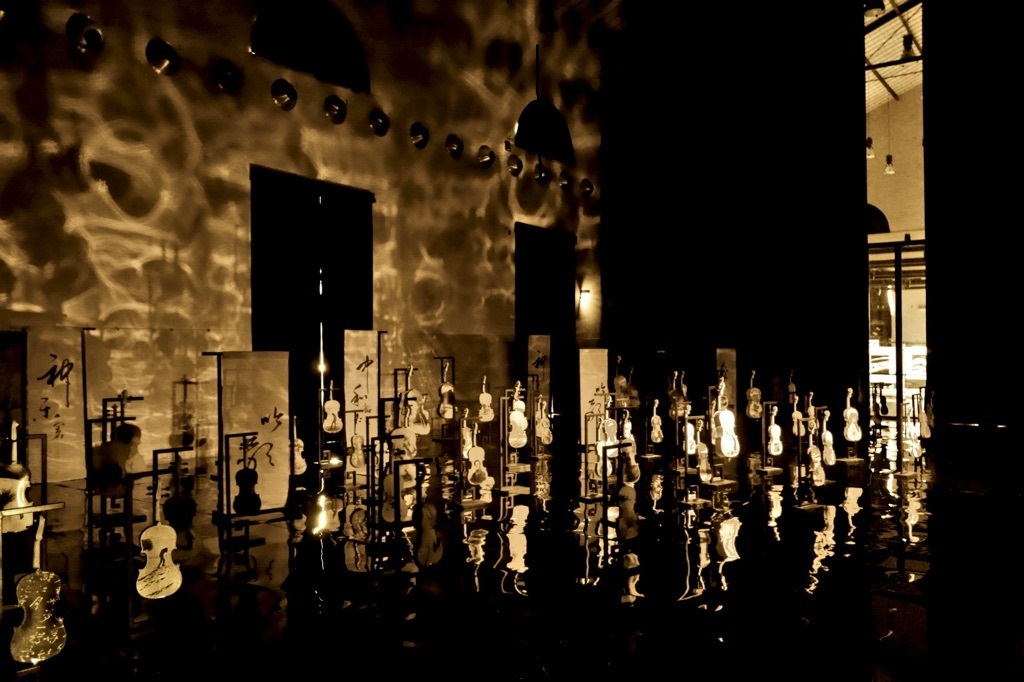
Monografia di Li Chevalier
Installazione, Museo di arte contemporanea di Roma - 2017

### Tra musica e arte visiva

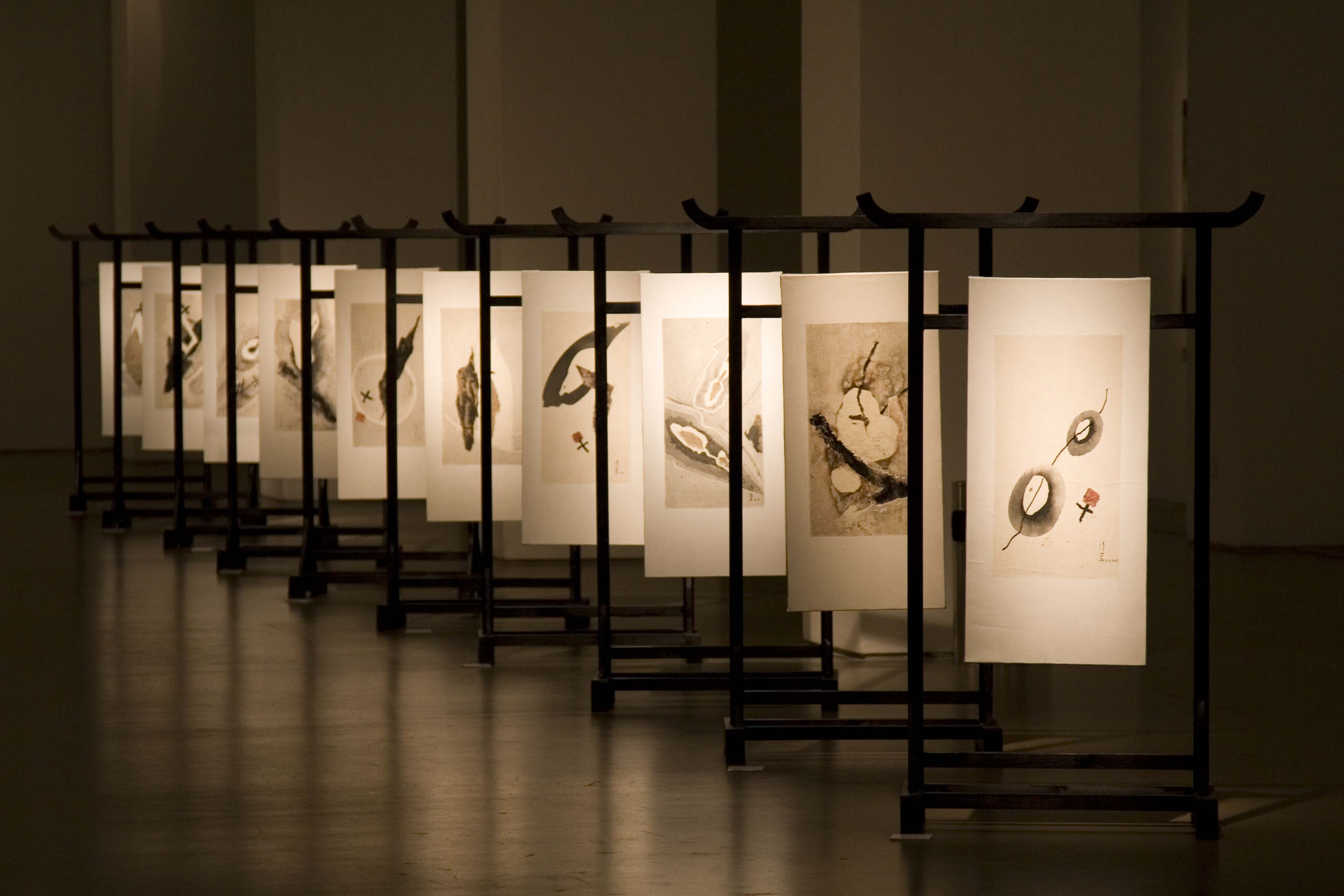
Monografia di Li Chevalier
Today Art Museum di Pechino - 2010

L'educazione artistica ha avuto un ruolo importante durante l'infanzia di Li Chevalier. Ciò l'ha portata a impegnarsi nel campo musicale. A 15 anni, è stata scelta dalla compagnia dell'Opera dell'esercito della Cina per ricevere una formazione canora. La musica rimane la sua passione che affianca la sua professione di scultrice. È stata soprano nel coro dell'Orchestre de Paris sotto la direzione di Arthur Oldham e Semyon Bychkov e si è esibita in diversi concerti diretti dal francese Hugues Reiner.
Ha collaborato con i musicisti dell'Opéra de Paris dal 1991, mettendo in scena due concerti con Fréderic Laroque, eccellente solista di violino, e con l'Orchestra Sinfonica della Radio Televisione Cinese (oggi l'Orchestra Filarmonica della Cina). Una performance del Quartetto d'archi dell'Opéra de Paris ha accompagnato la mostra intitolata Peindre la musique (Dipingere la musica), dedicata esclusivamente a Li Chevalier nel dicembre 2004, patrocinata dalla Fondazione del Qatar. Nel 2010, viene organizzata dall'Alliance Française di Pechino la mostra Symphonie Visuelle (Sinfonia visiva) che rende omaggio al compositore lettone Peteris Vasks. Il Quartetto dell'Opéra de Paris si è esibito durante l'inaugurazione della mostra L'art du croisement di Li Chevalier a luglio 2014 alla BETASOM (Bordeaux Sommergibile).
La musica è uno dei temi ricorrenti delle sue opere. Il quadro J'Entends l'Eau Rêver (Sento l'acqua sognare) esposta alla Royal Academy of Arts di Londra nel 2007, è un omaggio al compositore giapponese Takemitsu, mentre il quadro Symphony of Destiny (collezione dell'Ambasciata di Francia in Cina) è un omaggio a Beethoven. Tra le altre opere musicali che hanno ispirato Li Chevalier si possono trovare: La sagra della primavera di Igor' Stravinskij (collezione privata negli Stati Uniti), la Notte trasfigurata di Arnold Schönberg (titolo originale Verklärte Nacht) e Le invenzioni a due voci di Bach. La sua installazione esposta al museo di belle arti di Shanghai nel 2011 si ispirata fortemente al concerto per violino Black, white and in between del compositore fiammingo Dirk Brossé.

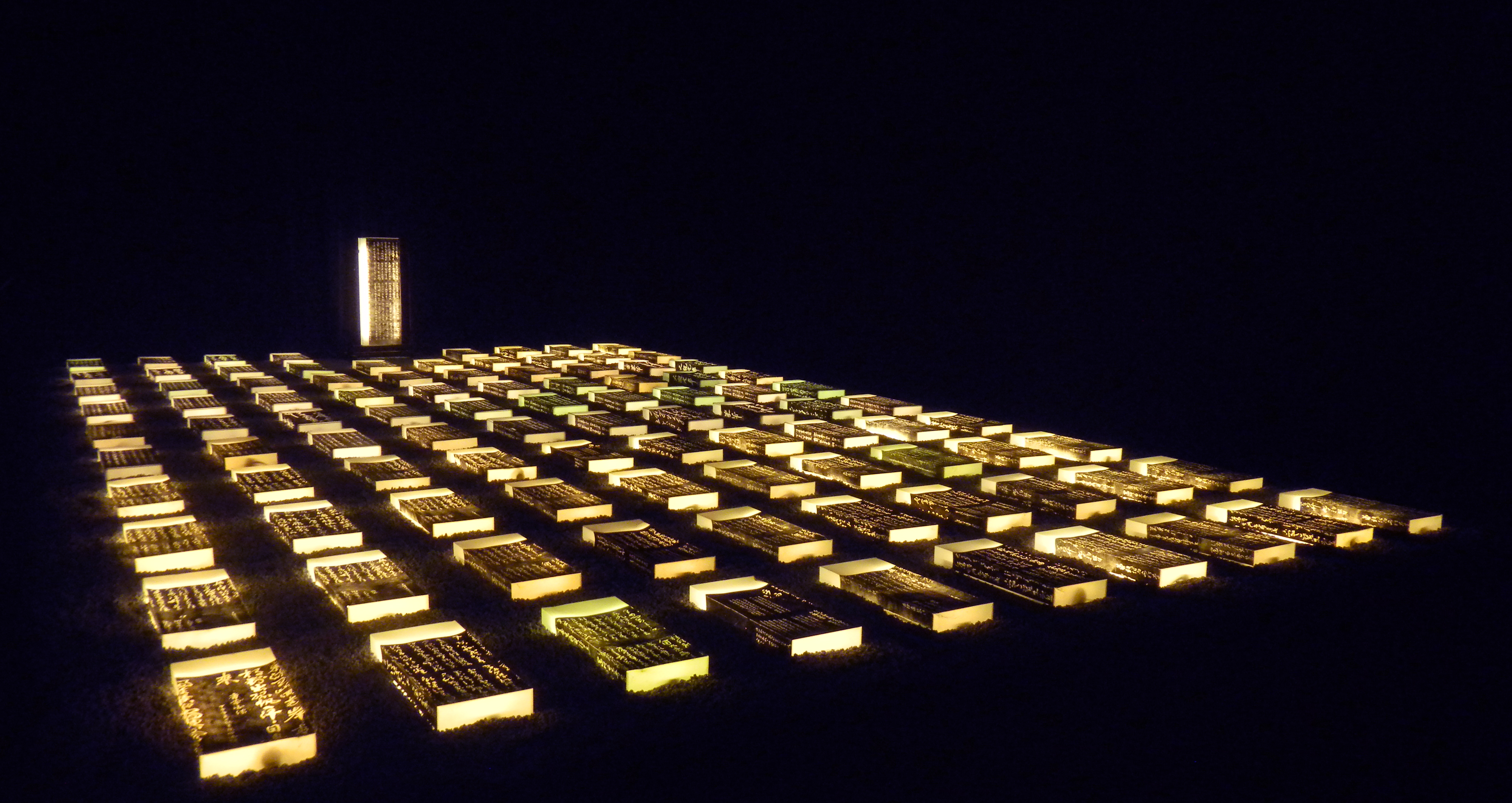
Les stèles de lumière (Le stele di luce)
Installazione, BETASOM (Bordeaux Sommergibile) - 2014

### Stèle de Lumière

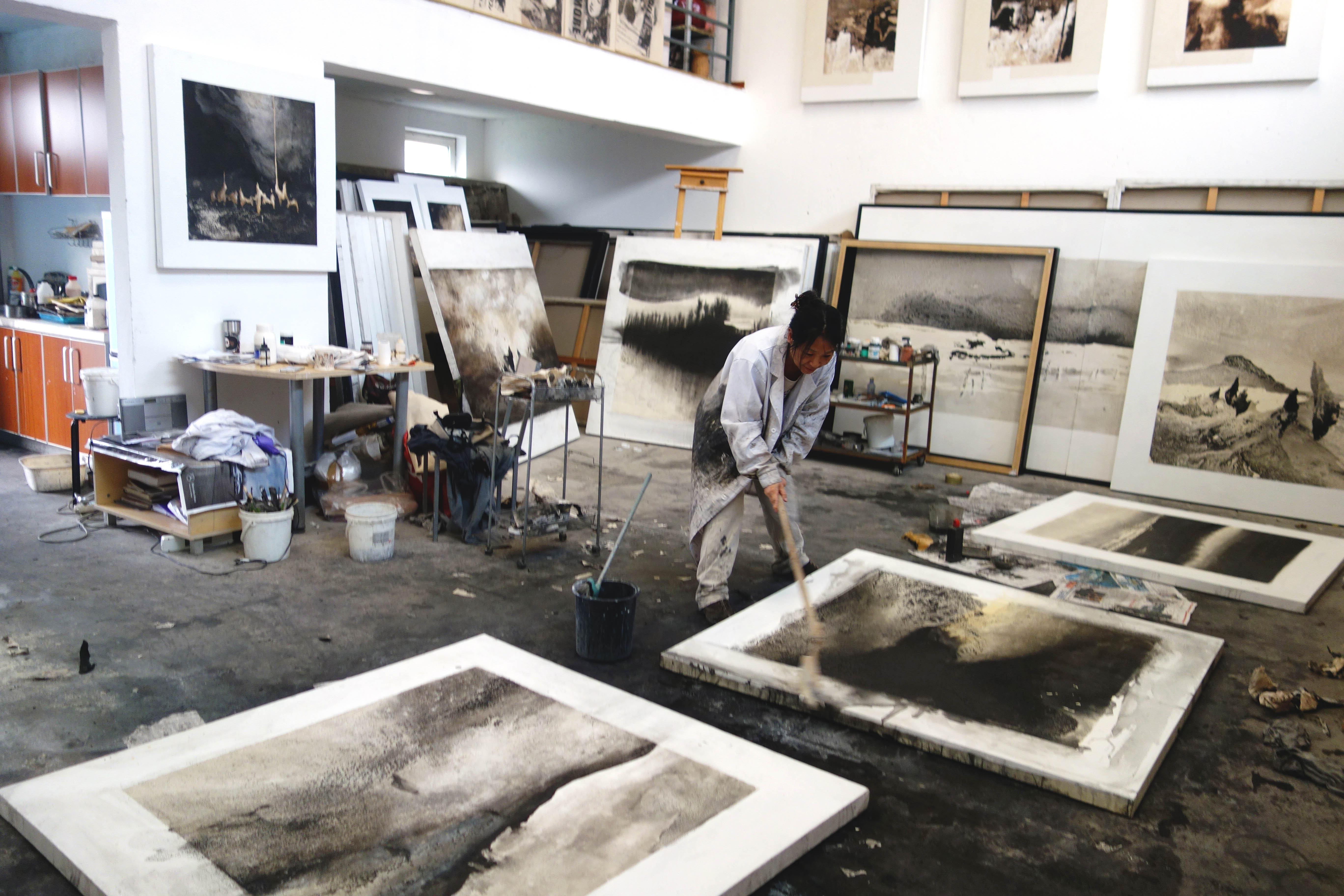
Li Chevalier nel suo atelier di Pechino - 2016

Per l'occasione del centesimo anniversario della pubblicazione di Stèles di Victor Segalen, l'Istituto francese di Pechino ha presentato alla Biblioteca nazionale della Cina Les Stèles de Lumière (Le stele di luce) di Li Chevalier. Questa installazione è composta da ottantuno stele sotto forma di cabine luminose coperte da litografie di stele incise con segni calligrafici di secoli differenti. Le stele sono conservate al Museo della Foresta di Stele di Xi'An. Il numero ottantuno era stato scelto da Segalen per la prima stampa del suo libro, corrisponde al numero di lastre dell'ultimo cerchio della terza terrazza dell'altare del Tempio del Cielo di Pechino. Incollate su un supporto metallico e illuminate dall'interno, le stele di poemi, come le stele di pietra all'entrata dei tempi o quelli che si ergono sperduti nel paesaggio della Cina, con il loro elogio a un grande uomo o alla memoria di un poeta, mettono in luce l'impronta di un passaggio, l'ombra di un'anima scomparsa.
Per l'artista, queste stele che rappresentano una traccia, una civiltà, un'arte, sono testimoni di non tanto della temporaneità della vita, quanto del profondo desiderio dell'umanità di raggiungere l'eternità. È un tema familiare nei lavori pittorici dell'artista, grazie all'uso frequente dei collage e delle litografie di stele cinesi e di ombre che evocano agli innamorati delle terre celtiche i menhir bretoni.

## Riferimenti
- André Balbo (26 November 2016). "DERNIERS JOURS des impressionnantes exposition et collection d'art contemporain chinois" (in francese).
- Valérie de Maulmin (13 July 2015). "Les combats intérieurs de Li Chevalier". Connaissance des Arts (in francese).
- Dominique André (26 March 2015). "Li, l'artiste du Gao Ya" (in francese).
- Wang FanFan (18 March 2010). "Fine Artist". Global Times (in inglese).
- Wu Ningning (9 December 2010). "Fresh ink: Li Chevalier's hybrid vision spans two continents". Global Times (in inglese).
- "MACRO Testaccio. 'Trajectory of Desire' la mostra dell'artista franco cinese Li Chevalier Archiviato il 2 febbraio 2021 in Internet Archive.". Arte.it. 26 January 2017.
- Gilles Guitton (30 May 2014). "Exposition à la Base sous-marine: d'encre et de violons". sudouest.fr (in francese).
- Wang FanFan (18 March 2010). "Fine Artist". Global Times (in inglese).